# Champion Baseball
Champion Baseball (チャンピオン ベースボール?) è un videogioco arcade del 1983 sviluppato da Alpha Denshi. Distribuito da SEGA, il gioco è stato convertito per SG-1000 e ha ricevuto un seguito dal titolo Champion Baseball II.